# ジャック・ティッツ
ジャック・ティッツ（Jacques Tits、1930年8月12日 - 2021年12月5日）は、ベルギー生まれのフランスの数学者で、群論と結合幾何で活躍した。ティッツの建物、ティッツ択一性、ティッツ群、ティッツ計量を導入した。

## 経歴
ティッツはイクルにで、教授であるレオン・ティッツ (Léon Tits) とラウジア・アンドレ (Lousia André) の間に生まれた。ティッツはウクルの学校とブリュッセル自由大学に入学した。指導教授はポール・リボワ (Paul Libois)で、1950年に「Généralisation des groupes projectifs basés sur la notion de transitivité」という博士論文により学位を得た。 学問上の経歴としては、ブリュッセル自由大学の教授職 (現在ブリュッセル自由大学 (オランダ語)とブリュッセル自由大学 (フランス語)に分割) (1962-1964)、ボン大学の教授職 (1964-1974)、そして、2000年に名誉教授となるまではパリのコレージュ・ド・フランスの教授職にあった。1974年、(その頃はフランスの市民権を要求していた)コレージュ・ド・フランスで教えるため、フランスに市民権を変更した。当時、ベルギー国籍法では二重国籍が認められていなかったため、ティッツはベルギーの市民権を放棄した。その時から、ティッツは科学アカデミー (フランス)の会員である。
ティッツはニコラ・ブルバキグループの「名誉」メンバーであった。そういう存在として、ティッツはハロルド・スコット・マクドナルド・コクセターの仕事を一般化するのに力を貸し、コクセター数やコクセター群、コクセター図のような用語を導入した。

### 名誉
ティッツは1993年ウルフ賞数学部門を、1996年ドイツ数学会からカントール・メダルを受賞し、ドイツの栄誉のしるしであるプール・ル・メリット勲章を授与された。2008年アーベル賞をジョン・G・トンプソンと共に、「その代数学、特に現代群論の構築における重要な業績に対して」受賞した。
ティッツは、様々な科学アカデミーの会員である。ノルウェー科学文学アカデミーの会員であり、1988年、オランダ王立芸術科学アカデミーの外国人会員になった。

## 貢献
ティッツは、「建物」(時にそれはティッツの建物として知られている) を導入した。「建物」は、特に (有限群と、p進数上で定義された群を含む) 代数群の理論で群が振る舞う組み合わせ構造である。(B, N)-対関連の理論は、リー型の群の理論における基本的な道具である。特に重要なのは、球面型でランク3以上の全ての既約な建物の分類であり、それはランク3以上の全ての極空間を分類することに関わっている。これらの建物の存在は当初各々の場合でリー型の群の存在に依存していたが、マーク・ロナンとの共同研究によりティッツはランク4以上の建物を独立に構築し、その群を直接に生み出した。ランク2の場合では、球面型建物は一般化多角形であり、リチャード・ワイス (Richard Weiss) との共同研究により、それらが適切なシンメトリー群を許容する時に分類した（ムーファン多角形と呼ばれている）。フランソワ・ブリュアと共同で、ティッツはアフィン建物の理論を開発し、その後アフィン型でランク4以上の全ての既約建物を分類した。
ティッツの著名な別の定理は、ティッツ択一性である。その内容は、もしGが線型群の有限生成された部分群ならば、Gは有限指数の可解群であるか、ランク2の自由部分群を持つ、というものである。
ティッツ群とティッツ・ケーヒャー構成の名はティッツに因んでいる。ティッツはクネーザー・ティッツ予想を提示した。

## 著作物
- Tits, Jacques (1964). “Algebraic and abstract simple groups”. Annals of Mathematics. Second Series 80 (2):  313–329. doi:10.2307/1970394. ISSN 0003-486X. JSTOR 1970394. MR0164968.
- Tits, Jacques (1974). Buildings of spherical type and finite BN-pairs. Lecture Notes in Mathematics, Vol. 386. 386. Berlin, New York: Springer-Verlag. doi:10.1007/978-3-540-38349-9. ISBN 978-3-540-06757-3. MR0470099[5]
- Tits, Jacques; Weiss, Richard M. (2002). Moufang polygons. Springer Monographs in Mathematics. Berlin, New York: Springer-Verlag. ISBN 978-3-540-43714-7. MR1938841
- J. Tits, Oeuvres - Collected Works, 4 vol., Europ. Math. Soc., 2013. J. Tits, Résumés des cours au Collège de France, S.M.F., Doc.Math. 12, 2013.